# Carr Valley
Das Carr Valley ist ein Tal an der Nordküste Südgeorgiens im Südatlantik. Auf der Thatcher-Halbinsel liegt es zwischen dem Stenhouse Peak und dem Camp Peak. Es öffnet sich nach Norden zur Curlew Cove.
Das UK Antarctic Place-Names Committee benannte es 2007 nach dem Ehepaar Tim und Pauline Carr, das sich 1992 auf Südgeorgien niedergelassen hatte und die beide bis 2007 als Kuratoren des Südgeorgien-Museums tätig waren.